# アルバヴィッラ
アルバヴィッラ（イタリア語: Albavilla）は、イタリア共和国ロンバルディア州コモ県にある、人口約6,400人の基礎自治体（コムーネ）。

## 地理

### 位置・広がり
コモ県のコムーネ。県都コモから東へ7kmの距離にある。

#### 隣接コムーネ
隣接するコムーネは以下の通り。
- アルベーゼ・コン・カッサーノ
- アルセーリオ
- エルバ
- ファッジェート・ラーリオ
- モングッツォ
- オルセニーゴ

### 地震分類
イタリアの地震リスク階級 (it) では、4 に分類される
。

## 行政

### 分離集落
アルバヴィッラには、以下の分離集落（フラツィオーネ）がある。
- Carcano, Corogna, Molena, Saruggia, Vill'Albese

### 山岳自治体
広域行政組織である山岳部共同体「トリアンゴロ・ラリアーノ山岳部共同体」 (it:Comunità montana del Triangolo Lariano) （事務所所在地: カンツォ）を構成するコムーネの一つである。